# Liechtensteins fodboldforbund
Liechtensteiner Fußballverband (LFV) er Liechtensteins nationale fodboldforbund og dermed det øverste ledelsesorgan for fodbold i landet. Det administrerer Liechtensteiner Cup og fodboldlandsholdet og har hovedsæde i Vaduz.
Forbundet blev grundlagt i 1934. Det blev medlem af FIFA i 1974 og medlem af UEFA i 1992.
Som eneste UEFA-medlem har Liectenstein ingen nationale divisioner, og landets hold spiller til daglig i de schweiziske divisioner.

## Ekstern henvisning
- LFV.li

| Fodbold | Spire Denne artikel om en fodboldorganisation er en spire som bør udbygges. Du er velkommen til at hjælpe Wikipedia ved at udvide den. |